# MARC Train
El Maryland Area Regional Commuter o conocido como el MARC Train es un sistema de tren de cercanías que abastece al Área metropolitana de Washington D. C. y Baltimore, en Estados Unidos. Cuenta con tres líneas, que corren sobre trazas ferroviarias propiedad de Amtrak y CSX Transportation.
El MARC es administrado por la Administración de Transporte de Maryland, quien le entregó la operación a Bombardier Transportation y Amtrak.
Parte de su material rodante puede alcanzar los 201 km/h, lo que podría convertirlo en el tren de cercanías más rápido de Estados Unidos.

## Líneas
El MARC tiene tres líneas que parten desde la Union Station de Washington D. C.: la línea Brunswick, la de Camden, y la de Penn. Solo esta última presta servicio los fines de semana.

### Brunswick
La línea de Brunswick tiene un recorrido de 119 kilómetros, entre Washington D. C. y Martinsburg, que se realiza sobre vías propiedad de la empresa de carga CSX. También posee con un ramal de 23 kilómetros que se extiende hasta Frederick en Maryland.
Tiene su origen en los servicios que prestaba el ferrocarril Baltimore & Ohio Railroad (B&O).

### Camden
La línea de Camden tiene un recorrido de 63 kilómetros, entre Washington D. C. y la Estación Camden en Baltimore.
Este servicio también tiene su origen en el ferrocarril B&O, que lo empezó a operar (en un recorrido más corto) en 1830, por lo que es uno de los servicios de pasajeros más antiguos que se siguen prestando en Estados Unidos. Corre por ramales de CSX.
Hasta 2013, era operada por CSX. Y desde entonces, es operada por Bombardier Transportation Services USA Corporation.

### Penn
Esta línea tiene un recorrido de 124 kilómetros, entre Washington D. C. y Perryville, en Maryland. Sin embargo, la mayoría de los trenes sólo llegan hasta Baltimore.
Corre por sobre el Northeast Corridor, un ramal propiedad de Amtrak cuya infraestructura le permitiría al servicio de MARC alcanzar una velocidad de hasta 201 km/h. La operación esta subcontratada también a Amtrak.
Tiene su origen en los servicios prestados antiguamente por el Pennsylvania Railroad.

## Material rodante
MARC utiliza coches de pasajeros remolcados. En la línea Penn son traccionados principalmente con locomotoras eléctricas, mientras que en las de Camden y Brunswick son diésel.
Actualmente, utiliza los siguientes modelos de locomotora:
| Imagen | Fabricante         | Modelo    | Cantidad | Números   |
| ------ | ------------------ | --------- | -------- | --------- |
|        | EMD                | GP39H-2   | 6        | 70–75     |
|        | EMD                | GP40PH-2  | 1        | 4145      |
|        | Bombardier– Alstom | HHP-8     | 6        | 4910–4915 |
|        | MPI                | MP36PH-3C | 26       | 10–35     |
|        | Siemens            | SC-44     | 8        | 80–87     |